# Чіапа рудощока
Чіа́па рудощока (Melozone biarcuata) — вид горобцеподібних птахів родини Passerellidae. Мешкає на півночі Центральної Америки. Коста-риканська чіапа раніше вважалася підвидом рудощокої чіапи.

## Опис
Довжина птаха становить 15 см, вага 28 г. Верхня частина тіла оливково-коричнева, нижня частина тіла переважно біла. Тім'я і потилиця руді, скроні і лоб чорні, решта обличчя біле. Дзьоб короткий, темно-сірий. У молодих птахів верхня частина тіла коричнюватіша, нижня частина тіла жовтувата, візерунок на голові менш чіткий.

## Поширення і екологія
Рудощокі чіапи поширені від мексиканського штату Чіапас до західного Гондурасу. Вони живуть в тропічних лісах і на плантаціях. Зустрічаються на висоті від 100 до 3000 м над рівнем моря.

## Поведінка
Рудощокі чіапи живляться насінням, ягодами, комахами і павуками, яких ловлять на землі. Гніздо кулеподібне, сплетене з гілочок і стебел, підвішене на висоті до 2 м на землею і сховане серед чагарників. В кладці 2-3 білих яйця, поцяткованих червонуватими плямками. Інкубаційний період триває 12-14 днів. Самці допомагають у догляді за пташенятами. Рудощокі чіапи іноді стають жертвами гніздового паразитизму з боку червонооких вашерів.

## Збереження
МСОП класифікує цей вид як такий, що не потребує особливих заходів зі збереження. За оцінками дослідників, популяція рудощоких чіап становить від 50 до 500 тисяч птахів.